# نورثفيلد (نيوهامشير)
نورثفيلد (بالإنجليزية: Northfield, New Hampshire)‏ هي بلدة أمريكية تقع في الولايات المتحدة في مقاطعة ميريماك. يقدر عدد سكانها بـ 4,829 نسمة ومساحتها 75.2 كم2 وترتفع عن سطح البحر 134 متر.